# Hemitrygon izuensis
Hemitrygon izuensis ist eine kleinere Stechrochenart und wurde bisher nur an der pazifischen Küste der Halbinsel Izu der japanischen Hauptinsel Honshū gefunden.

## Merkmale
Hemitrygon izuensis hat eine rautenförmige Brustflossen-Scheibe, die wenig breiter als lang ist und Breiten von maximal 42 cm erreicht. Der Vorderteil der Scheibe läuft in einer stumpfen Schnauze aus. Der Schwanz ist peitschenartig, etwa so lang wie die Scheibe und trägt einen, selten auch zwei Giftstachel. Die Oberseite ist goldbraun, dunkler zwischen den Augen und am hinteren Teil des Schwanzes. Die Unterseite ist weiß, dunkler an den Scheibenrändern.

## Lebensweise
Der Rochen lebt auf dem Kontinentalschelf, meist in Tiefen zwischen 10 und 20 Metern, es gibt aber auch Berichte von Sichtungen sowohl in Tiefen bis zu 480 Metern als auch im Süßwasser. Über seine Lebensweise ist wenig bekannt. Er ist ovovivipar mit Würfen von zwei bis sechs Jungtieren, die vermutlich nach einer Tragezeit von etwa 12 Monaten geboren werden. Wegen seiner geringen geographischen Verbreitung und der angenommenen Bedrohung durch japanische Küstenfischer wird sein Gefährdungsstatus von der IUCN mit NT (gering gefährdet) bewertet.

## Systematik
Die Rochenart wurde im Jahr 1988 durch die japanischen Ichthyologen Kiyonori Nishida und Kazuhiro Nakaya unter der wissenschaftlichen Bezeichnung Dasyatis izuensis beschrieben. Bei einer Mitte 2016 erfolgten Revision der Dasyatidae wurde die Art in die Gattung Hemitrygon gestellt.